# Ichthydium jamaicense
Ichthydium jamaicense is een buikharige uit de familie Chaetonotidae. Het dier komt uit het geslacht Ichthydium. Ichthydium jamaicense werd in 1861 voor het eerst wetenschappelijk beschreven door Schmarda. 